# Bohuslav Kouba
Bohuslav Kouba (7. července 1911, Újezd pod Kladnem (dnes Kladno) – 3. května 1942, Kutná Hora) byl československý voják a velitel výsadku Bioscop.

## Mládí
Narodil se 7. července 1911 v Újezdu pod Kladnem (dnes Kladno). Otec Josef pracoval v kladenských hutích, matka Anna, rozená Štěpánková byla v domácnosti (kromě Bohuslava měli ještě syny Karla a Josefa). Absolvoval obecnou a měšťanskou školu na Kladně a zde poté nastoupil na Státní průmyslové škole. Tu ukončil ve druhém ročníku a poté se vyučil soustružníkem.

## Vojenská služba
1. října 1932 nastoupil základní vojenskou službu u 5. pěšího pluku TGM v Praze. Absolvoval poddůstojnickou školu a 1. března 1933 byl povýšen na svobodníka. 29. března 1934 byl propuštěn na trvalou dovolenou z důvodu vady zraku. 24. září 1938 byl povolán na vojenské cvičení následně prodloužené v důsledku mobilizace do poloviny října 1938, kdy odešel zpět do civilu.

## V exilu
Od podzimu 1938 do léta 1939 pracoval jako obchodní zástupce a poté jako technik u Pražské železářské společnosti. Poté odjel do Essenu, kde nastoupil na místo technika v ocelárnách. Při dovolené na jaře 1940 opustil protektorát a přes Slovensko, Maďarsko, Jugoslávii a Bejrút se dostal do Francie. V řadách 2. pěšího pluku se zúčastnil bojů o Francii a po její porážce (koncem června 1940) odjel 13. prosince 1940 do Velké Británie. Byl zařazen k 2. pěšímu praporu Čs. samostatné brigády.
Začátkem roku 1941 byl vybrán do výcviku pro plnění zvláštních úkolů a 26. ledna 1941 byl jmenován velitelem skupiny Bioscop. 7. března byl povýšen na četaře. Od 15. srpna do 7. listopadu 1941 v rámci výcviku absolvoval základní sabotážní kurz, parašutistický výcvik a kurz průmyslové sabotáže. 28. října 1941 byl povýšen na rotného.

## Nasazení
28. dubna 1942 byl společně s čet. abs. Bublíkem a čet. Hrubým vysazeni u obce Požáry na Křivoklátsku. Na místě zakopali kontejner s materiálem, který si přinesli s tím, že se pro něj později vrátí (materiál později zajistilo gestapo). Poté se přesunuli ke Slanému, kde se rozdělili. Kouba v Praze našel Opálku. Vyzvednutím ukrytého materiálu byl pověřen Arnošt Mikš z výsadku Zinc, který se na místo vydal s místním odbojářem Josefem Kusým. To se jim nepodařilo, na místě došlo k přestřelce s četníky, při které raněný Mikš spáchal sebevraždu. U Mikše našlo gestapo Koubovu fotografii připravenou pro výrobu dalších falešných dokladů a informaci, že Mikš chce poslat Koubu do Kutné Hory na tamní četnickou stanici za spojkou svého bratra.
2. května 1942 se vydal Bohuslav Kouba do Kutné hory, kde se ubytoval v hotelu Černý kůň a druhý den dopoledne na se vydal k četnické stanici. Tam už mezitím gestapo provedlo prohlídku. Bohužel Kouba narazil na jediného aktivního kolaboranta s nacisty na zdejší četnické stanici, štábního strážmistra Jaroslava Bláhu a byl zadržen. Nestřílel, protože nedokázal zabíjet Čechy. Dokonce odmítl i pozdější nabídku jednoho z četníků, aby ho praštil a utekl. Rotný Bohuslav Kouba rozkousl ampulku s jedem, zemřel po převozu do nemocnice. Pochován je v hromadném hrobě na Ďáblickém hrbitově.

## Po válce
In memoriam byl 1. prosince 1945 jmenován podporučíkem pěchoty a povýšen na poručíka pěchoty. 17. července 1948 byl in memoriam povýšen na nadporučíka pěchoty. Nad vchodem do kladenských hutí byla umístěna pamětní deska s jeho jménem.

## Vyznamenání
- 1940 -  Československý válečný kříž 1939
- 1944 -  Pamětní medaile československé armády v zahraničí se štítky Francie a Velká Británie[5]
- 1945 -  druhý Československý válečný kříž 1939